# Дисеребротриевропий
Дисеребротриевропий — бинарное неорганическое соединение, интерметаллид
серебра и европия
с формулой Eu3Ag2,
кристаллы.

## Получение
- Сплавление стехиометрических количеств чистых веществ:

{\displaystyle {\mathsf {2Ag+3Eu\ {\xrightarrow {570^{o}C}}\ Ag_{2}Eu_{3}}}}

## Физические свойства
Дисеребротриевропий образует кристаллы
тетрагональной сингонии, пространственная группа P  4/mbm, параметры ячейки a = 0,8461 нм, c = 0,4515 нм, Z = 2,
структура типа дисилицида триурана U3Si2
.
Соединение образуется по перитектической реакции при температуре выше 570 °C.